# Vite a perdere
Vite a perdere è una miniserie TV italiana del 2004, diretta da Paolo Bianchini.

## Trama
La drammatica vita di cinque giovani nati e cresciuti in una delle più povere borgate romane che vivono malamente, rubacchiando e tirando avanti alla meglio. La loro è un'escalation nella violenza, parallela a quella nella malavita. Poco a poco decidono di fare il salto di qualità: dai piccoli furti alle grandi rapine. Entrano nel grosso giro della mala e cominciano a frequentare il mondo degli ippodromi e delle scommesse clandestine. Giungono infine ad essere ricchi e temuti, ma il prezzo che dovranno pagare per le loro scelte sbagliate sarà molto alto.